# إيفيت ليفي

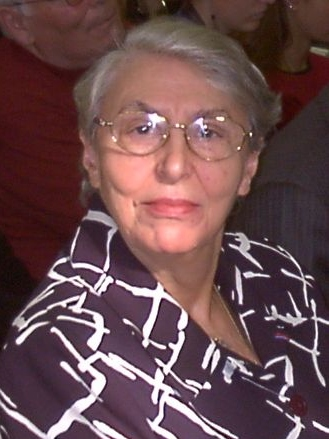
إيفيت ليفي

إيفيت ليفي (بالفرنسية: Yvette Lévy)‏ هي عضوة في المقاومة الفرنسية ‏ فرنسية، ولدت في 21 يونيو 1926 في الدائرة الحادية عشرة في باريس في فرنسا.